# Assistenzeinsatz Grenzraumüberwachung

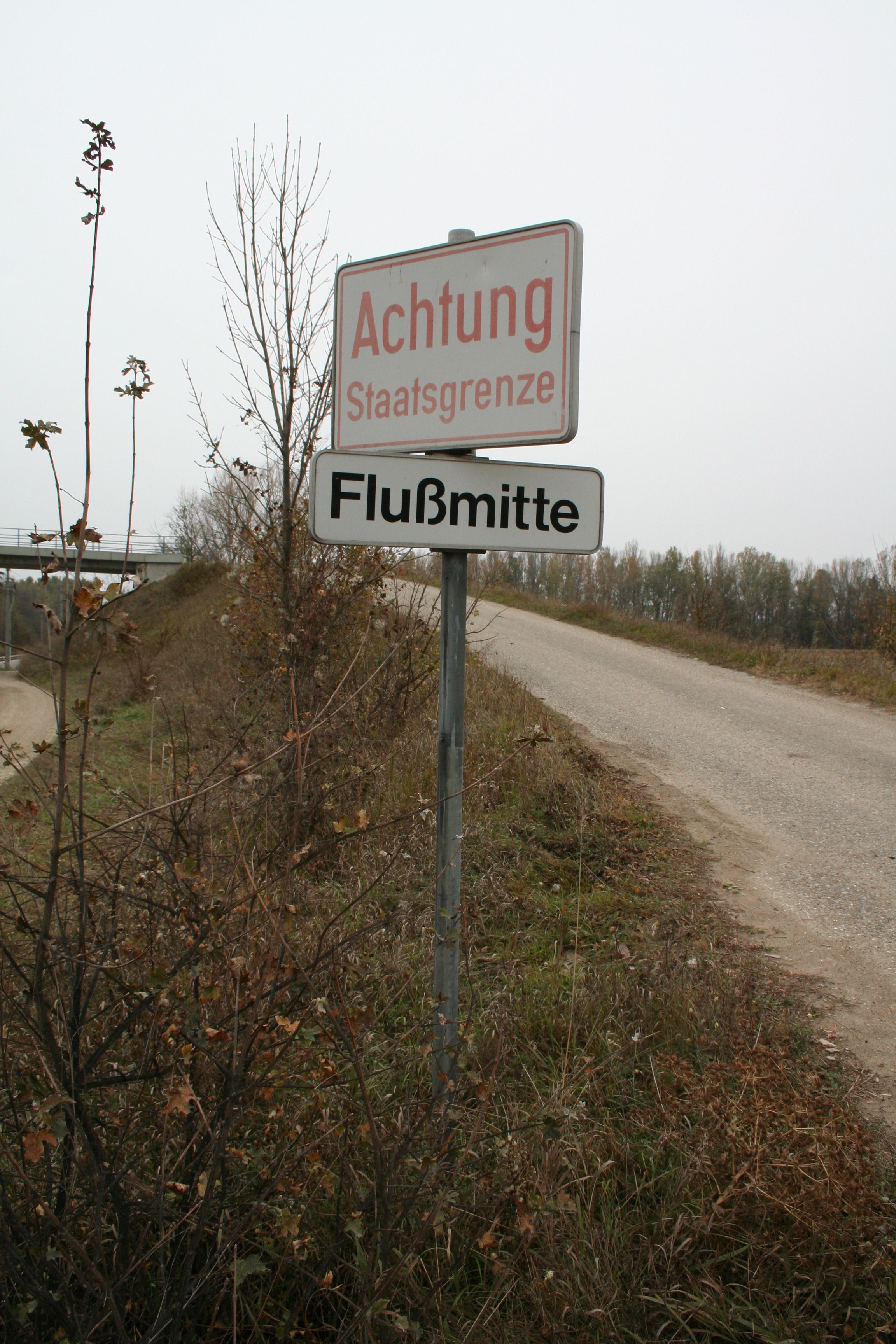
A/SK: Staatsgrenze an der March bei Stillfried, Niederösterreich (2006)

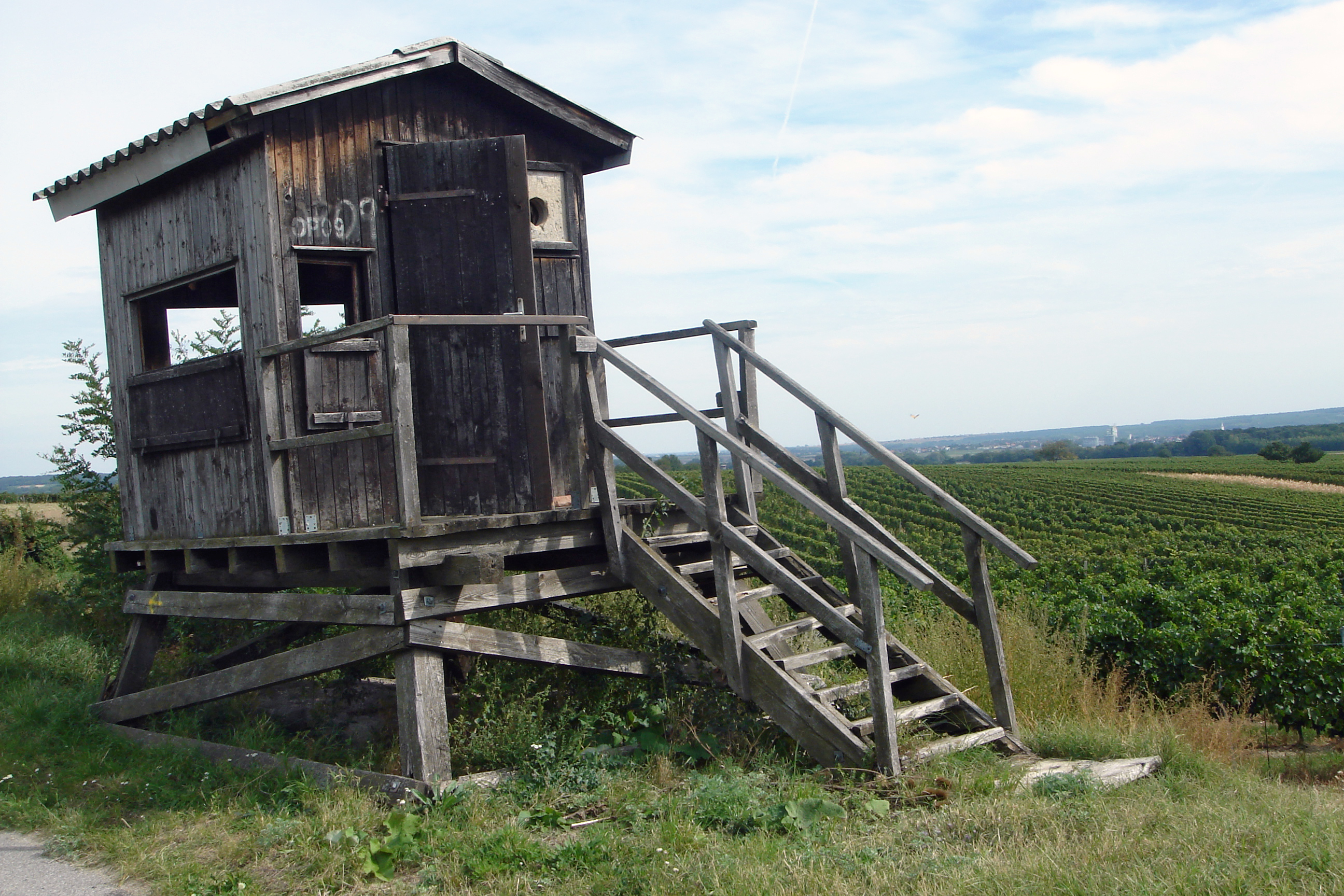
A/H: Auf die frühen Zeiten des Eisernen Vorhangs zurückgehendes, im Assistenzeinsatz verwendetes Grenzerhäuschen, Neckenmarkt, Burgenland (2012)

Als Assistenzeinsatz zur Grenzraumüberwachung (kurz: AssE GRÜ; umgangssprachlich: AssE, Assistenzeinsatz, an der Grenze) wurde ein Assistenzeinsatz des  Österreichischen Bundesheers für das Innenministerium an den österreichischen Außengrenzen zur Slowakei und Ungarn bezeichnet. Dieser wurde nach dem Fall des Eisernen Vorhangs am 4. September 1990 per Ministerrats-Beschluss ursprünglich für nur zehn Wochen eingerichtet und seit damals kontinuierlich verlängert. Am 15. Dezember 2011 endete der Assistenzeinsatz Grenzraumüberwachung.

## Überwachungsbereiche
Mit dem ersten Beschluss wurde die Staatsgrenze gegenüber Ungarn zwischen Deutsch Jahrndorf und Lockenhaus durch das Bundesheer überwacht. Der überwachte Bereich wurde kurz darauf bis zur Donau gegen Norden verlängert, wodurch auch Grenzabschnitte gegenüber der damaligen Tschechoslowakei betroffen wurden. 
Mit einer Weisung vom 25. Oktober 1991 wurde der überwachte Bereich nach Süden, beginnend mit Lockenhaus bis zum Dreiländereck Österreich-Ungarn-Slowenien mit einem eigenen Überwachungsabschnitt Süd eingerichtet.
Erst 1999 wurde der Bereich weiter nach Norden entlang der March gegenüber der nunmehrigen Slowakei ausgedehnt. Somit betrug die Länge der durch das Bundesheer überwachten Grenze mehr als 450 km.

## Ablauf
Nach einem Turnussystem wurden dabei die meisten Einheiten aus allen österreichischen Bundesländern zur „Grenzraumüberwachung“ (kurz: GRÜ) an die damaligen österreichischen Schengen-Außengrenzen geschickt.
Vom Militärkommando Burgenland wurde eine Personalisierte Marke "17 Jahre AssE / GRÜ" aufgelegt.
Nachdem in Tschechien, der Slowakei und Ungarn mit 21. Dezember 2007 das Schengener Abkommen in Kraft trat, wurde ein neuer, vom Ministerrat beschlossener "sicherheitspolizeilicher Assistenzeinsatz nach Schengenerweiterung" (SihPol AssE/SchE) an diesem Tag in Kraft gesetzt.
Die Zulässigkeit einer Grenzsicherung durch das österreichische Bundesheer mit diesen sicherheitspolizeilichen Aufgaben ist juristisch umstritten, da das Überschreiten der Schengen–Binnengrenzen laut Artikel 22 Schengener Grenzkodex unabhängig von der Staatsangehörigkeit der betreffenden Person an jeder Stelle ohne Personenkontrolle zulässig ist. Die Landeshauptleute des Burgenlandes, und jüngst von Niederösterreich, sprachen sich für diese rechtlich wirkungslose Art der Grenzsicherung aus. Auch im Rahmen der Fußball-Europameisterschaft 2008 kam es zu einer befristeten Wiedereinführung von Grenzkontrollen. 
Mit der Schengenerweiterung wurde die Grenzraumüberwachung von der Staatsgrenze in das Hinterland verlegt. Mit 15. Dezember 2011 wurde der Assistenzeinsatz beendet.
Auf Grund der Flüchtlingskrise in Europa 2015 sind seit 16. September 2015 wieder Einheiten des Bundesheeres an der Staatsgrenze im Einsatz.